# Henry Sherwood (Politiker, 1807)

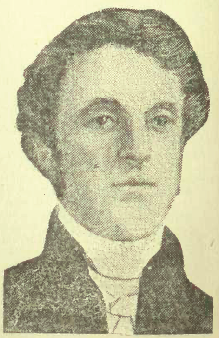
Henry Sherwood

Henry Sherwood (* 1807 in Augusta, Ontario; † 7. Juli 1855 in Bad Kissingen) war ein kanadischer Anwalt, Geschäftsmann, Offizier beim Militär und Politiker in Kanada.
Von 1842 bis 1844 war Sherwood Bürgermeister von Toronto. Vom 28. Mai 1847 bis zum 11. März 1848 diente Sherwood als Co-Premierminister für Oberkanada, zusammen mit Denis-Benjamin Papineau, der Niederkanada repräsentierte.